# Museum im Stadtpalais
Das Museum im Stadtpalais für Stadt- und Regionalgeschichte ist ein Museum in der nordpfälzischen Stadt Kirchheimbolanden. Mit über 1800 Quadratmetern Ausstellungsfläche stellt es eines der größten Museen in Rheinland-Pfalz dar.

## Lage
Das Museum befindet sich in der Amtsstraße 14.

## Gebäude
Der Haupttrakt des Museums fungierte ehemals als Palais des Erbprinzen. Beim Gebäude handelt es sich um einen herrschaftlichen Rokoko-Eckbau, das ein Mansardwalmdach trägt. Es gilt als „ortsbildprägend“.

## Ausstattung
Die 26 Abteilungen geben eindrucksvolle Einblicke in die Geschichte der Stadt und des Landes. Vier weitere Bauten sind angegliedert, darunter die ehemalige Volksschule. Das Museum ist ganzjährig außer montags geöffnet.